# Indipendèntzia Repùbrica de Sardigna
iRS - indipendèntzia Repùbrica de Sardigna (indipendenza Repubblica di Sardegna in italiano) è un movimento politico indipendentista sardo non violento. Le sue iniziative hanno ottenuto l'attenzione dei giornali isolani ed extraisolani, in particolar modo riguardo allo sbarco in Sardegna di rifiuti campani, ma anche in riferimento al denunciato inquinamento radioattivo nel poligono militare di Perdasdefogu-Salto di Quirra,  e alle speculazioni e all'usura a danno del territorio, dell'agricoltura e dell'allevamento sardo.

## Storia
Ideato nel 1998 dagli animatori del progetto web denominato Su Cuncordu pro s'Indipendèntzia de sa Sardigna tra cui Franciscu Sedda, Frantziscu Sanna e Franciscu Pala, il movimento si costituisce ufficialmente nel 2002 con l'adesione di altre personalità indipendentiste come Gavino Sale e Juanneddu Sedda.
Si presenta per la prima volta alle elezioni provinciali che si tengono in Sardegna nel 2005 . Ottiene l'1,7% su base regionale (14 000 voti), e il 3,7%  nella provincia di Sassari, dove elegge Gavino Sale come consigliere.
Alle elezioni politiche del 2006 presenta proprie liste alla Camera e al Senato e raccogliendo circa 10 000 voti (l'1,1% nella regione). Sceglie invece di non presentarsi alle elezioni politiche del 2008.
In occasione delle elezioni regionali del 2009 il Movimento ottiene il 3,06% dei voti (29.640 preferenze) alle liste regionali per il candidato presidente Gavino Sale e il 2,07% (17.141 voti) alle liste provinciali.
Elegge 3 consiglieri provinciali alle elezioni del 2010.
Negli ultimi mesi del 2010 si apre una grave crisi interna al movimento, che vede la contrapposizione tra Gavino Sale e suoi sostenitori da un lato, e, dall'altro, Ornella Demuru, altri membri dell'Esecutivo Nazionale e Michela Murgia, scrittrice e simpatizzante del movimento.

Due dei consiglieri provinciali eletti, Bobore Bussa e Sebastian Madau, escono dal partito in seguito alla scissione aderendo ad un nuovo progetto politico denominato ProgReS Progetu Repùblica de Sardigna.
Alle Elezioni regionali in Sardegna del 2014 il partito si presenta nella coalizione di centro-sinistra a sostegno di Francesco Pigliaru, ottenendo lo 0,82% e Gavino Sale è stato eletto consigliere regionale. Tuttavia, nel 2015, il Consiglio di Stato ha invalidato l'elezioni di quattro consiglieri, compreso lo stesso Sale.
Alle regionali del 2019 iRS insieme ad altre formazioni indipendentiste forma la lista "Autodeterminazione" a sostegno di Andrea Murgia che non riesce ad essere eletto consigliere regionale. 
In vista delle regionali del 2024 sostiene l'ex presidente Renato Soru con la lista Vota Sardigna di cui fanno parte il partito indipendentista Progres e il movimento civico progressista indipendentista Sardegna chiama Sardegna; tuttavia Soru arriva terzo, la coalizione non supera la soglia di sbarramento e la lista raccoglie l'1,59%.

## Ideologia
iRS si definiva come movimento indipendentista e nonviolento, ispirato a valori progressisti e repubblicani. Il movimento rifiuta l'etichetta di "nazionalista", si definisce "non sardista" e "non autonomista" e rifiutava inizialmente alleanze sia con partiti italiani, che con quelli autonomisti come il Partito Sardo d'Azione. Si è presentato comunque con la coalizione di centro-sinistra alle elezioni regionali in Sardegna del 2014.
Sia Su Cuncordu che iRS adottano come simbolo l'Albero Arborense, un albero deradicato antico simbolo del Giudicato di Arborea e simbolo delle istituzioni giudicali contro gli occupanti catalano-aragonesi.

## Risultati elettorali
| Elezione | Voti   | %    | Seggi  |
| -------- | ------ | ---- | ------ |
| 2004     | 9.724  | 1,36 | 0 / 85 |
| 2009     | 17.141 | 2,07 | 0 / 80 |
| 2014     | 5.599  | 0,82 | 1 / 60 |
| 2019     | 13.657 | 1,91 | 0 / 60 |

| Elezione | Candidato          | Voti    | %     | Esito                |
| -------- | ------------------ | ------- | ----- | -------------------- |
| 2004     | Gavino Sale        | 18.638  | 1,95  | ❌ Non eletta/o (5º) |
| 2009     | Gavino Sale        | 29.640  | 3,06  | ❌ Non eletta/o (3º) |
| 2014     | Francesco Pigliaru | 312.982 | 42,45 | ✔️ Eletta/o          |
| 2019     | Andrea Murgia      | 13.955  | 1,83  | ❌ Non eletta/o (6º) |